# 아디다스 에트루스코 유니코

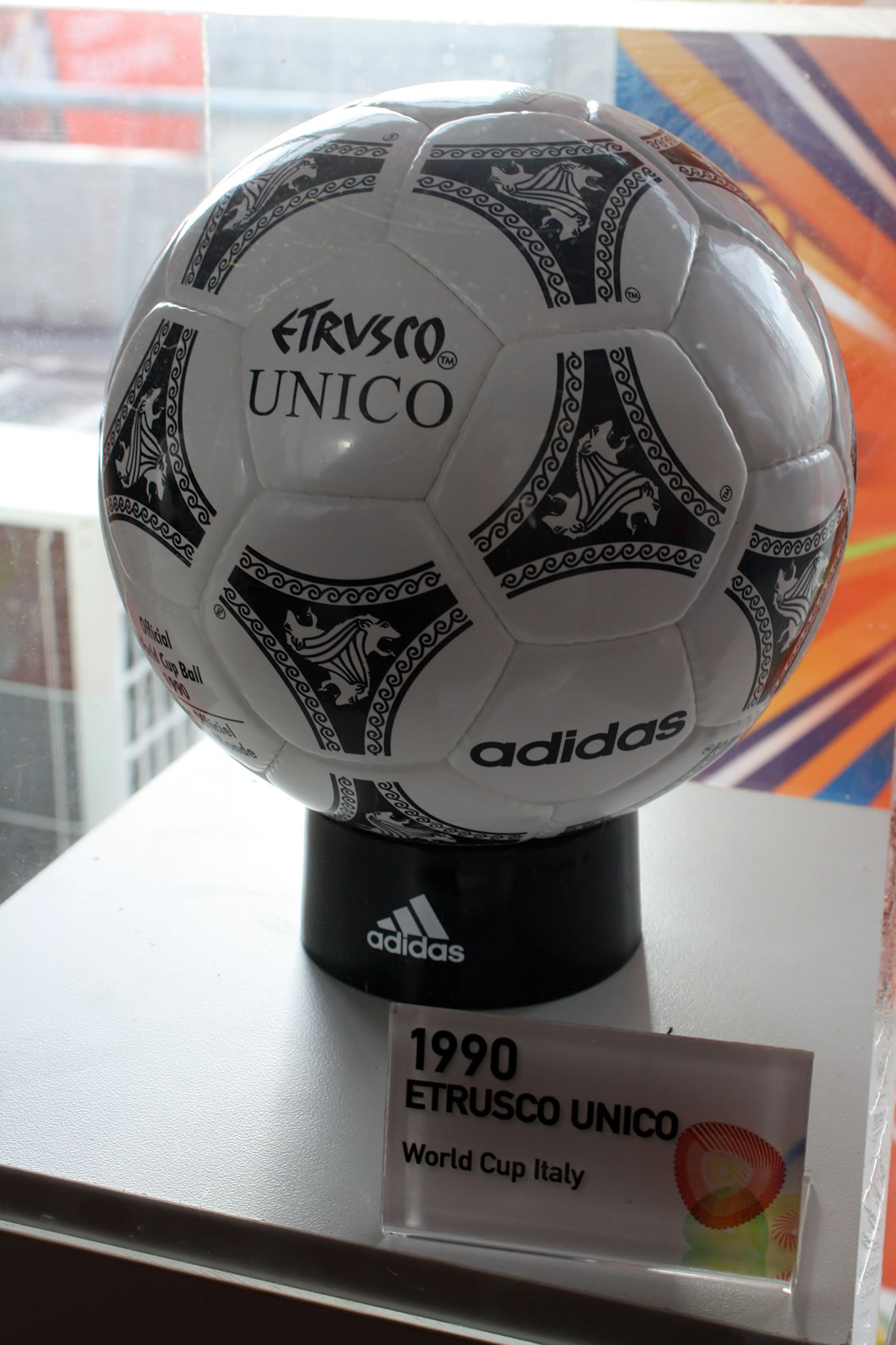
에트루스코 유니코

에트루스코 유니코(Etrusco Unico)는 이탈리아가 개최한 1990년 FIFA 월드컵의 공식 경기구로, 아디다스가 제작하였다. 에트루스코는 이탈리아 중부에 있는 거대한 성문의 이름이다.
이 공식 경기구는 이후 스웨덴에서 열린 1992년 UEFA 유럽축구선수권대회에서도 사용되었다.
1986년 대회의 공식 경기구인 아즈테카와 마찬가지로 인조 합성 가죽으로 만든 공식 경기구이다.
기능적인 차이는 거의 없으며, 디자인만 약간 변화되었다.

## 같이 보기
- FIFA 월드컵 공식 경기구